# Chase Sui Wonders
Chase Sui Wonders (Detroit, 1996. május 21. –) amerikai színésznő.
Legismertebb szerepei közé tartozik Riley az HBO Max X generáció című sorozatában (2021), Emma a Játsszunk gyilkosost! horror-vígjátékban (2022) és Quinn Hackett az Apple TV+ The Studio (2025) szatirikus vígjátéksorozatában.

## Élete
1996. május 21-én született a michigani Bloomfield Hillsben, kínai apától és európai származású anyától. Mindkét szülő amerikai állampolgár. Anna Sui amerikai divattervező unokahúga. A Detroit melletti Cranbrook Kingswood Akadémiára járt, majd a Harvard Egyetemen magna cum laude diplomát szerzett filmművészet és filmkészítés szakon, emellett a The Harvard Lampoon című egyetemi humorlapnak írt.

## Pályafutása
Filmes karrierje főszereplőként, társ-rendezőként és vezető forgatókönyvíróként indult a 2009-es A Trivial Exclusion című filmmel.  2015-ben rendezte és írta a Last Migration című egész estés filmet. 2019-ben Makaylát alakította a Daniel Isn't Real című pszichológiai horrorfilmben. Egy kisebb szerepben feltűnt a 2020-as Felkeverve című vígjáték-drámában, amelyet Sofia Coppola rendezett.
2021-ben csatlakozott az HBO Max X generáció című vígjáték-dráma sorozatának szereplőgárdájához, ahol Riley-t, az önálló, érett és határozott középiskolást alakította. 2022-ben a Vogue China magazinnal együttműködve írta és rendezte a Wake című rövidfilmet, melyben saját maga és Charles Melton is szerepelt.
2021 májusában  szerepet kapott a Játsszunk gyilkosost! című szatirikus slasherfilmben, amelyet Halina Reijn rendezett. A film premierje 2022. március 14-én volt a South by Southwest fesztiválon, majd augusztus 5-én került széles körű moziforgalmazásba. 2021 októberében szerepet kapott Neil LaBute Out of the Blue című filmjében, Diane Kruger és Hank Azaria oldalán. 2022 januárjában bejelentették, hogy ő játssza az Apple TV+ Ég a város című sorozatának főszerepét, amely az azonos című regényen alapul. 2025-ben főszerepet játszott az Apple TV+ The Studio című vígjátéksorozatában, ahol Quinn Hackettet, egy fiatal kreatív vezetőt alakít egy fiktív hollywoodi filmstúdiónál. Alakításáért jelölték a 2. Gotham TV Awards és az 5. Astra TV Awards legjobb női mellékszereplő díjára.
Modellként szerepelt nagynénje, Anna Sui és Batsheva Hay 2021-es divatkampányában.

## Magánélete
2022-ben Charles Melton színésszel járt. Wonders 2022 decemberétől 2023 augusztusáig kapcsolatban állt a Játsszunk gyilkosost! és Bupkis színésztársával, Pete Davidsonnal. Ezután Joe Keery színésszel volt együtt.

## Filmográfia

### Film
| Év   | Magyar cím                      | Eredeti cím                     | Szerep          | Magyar hang  |
| ---- | ------------------------------- | ------------------------------- | --------------- | ------------ |
| 2009 |                                 | A Trivial Exclusion             | Chase Carter    |              |
| 2015 |                                 | Last Migration                  | Sloane Stafford |              |
| 2019 |                                 | Daniel Isn't Real               | Makayla         |              |
| 2020 | Felkeverve                      | On the Rocks                    | Chase           |              |
| 2022 | Játsszunk gyilkosost!           | Bodies Bodies Bodies            | Emma            | Bartsch Kata |
| 2022 |                                 | Out of the Blue                 | Astrid          |              |
| 2023 | Előző életek                    | Past Lives                      | lány (hangja)   |              |
| 2024 |                                 | Little Death                    | Tilly           |              |
| 2025 | Tudom, mit tettél tavaly nyáron | I Know What You Did Last Summer | Ava Brucks      | László Lili  |

Rövidfilmek
- Salami on White (2018) – Chase
- Warpaint for the Teenage Soul (2019) – Wynne
- Beau (2021) – Beau
- Wake (2022) – June

### Televízió
| Év   | Magyar cím  | Eredeti cím  | Szerep            | Megjegyzés                                                |
| ---- | ----------- | ------------ | ----------------- | --------------------------------------------------------- |
| 2020 |             | Betty        | Niki              | 2 epizód                                                  |
| 2021 | X generáció | Generation   | Riley             | főszerep                                                  |
| 2023 | Ég a város  | City on Fire | Samantha Cicciaro | főszerep                                                  |
| 2023 | Bupkis      | Bupkis       | Nikki             | - visszatérő szerep - magyar hangja: - Bogdányi Titanilla |
| 2025 |             | The Studio   | Quinn Hackett     | főszerep                                                  |